# 下田憲一郎
下田 憲一郎（しもだ けんいちろう、1889年〈明治22年〉12月11日- 1943年〈昭和18年〉9月12日）は、日本のジャーナリスト。
風刺漫画雑誌『東京パック』（第3次）の編集者で、第4次『東京パック』の創刊者・主宰者。漫画家や画家たちからは「パックのおやじ」と称された。

## 人物略歴
1889年（明治22年）、秋田県横手市に生まれる。1896年（明治29年）頃、父が死去し、その後家運が傾いて一家離散の憂き目にあった。1898年（明治31年）には家督を継いで横手の大沢鮮新堂という書店に丁稚奉公に入っている。1911年（明治44年）頃には横手に開店した東江堂書店の支配人となった。
1913年（大正2年）頃、東京に出て正則英語学校の夜間で学び、やがてジャーナリズムの道に入った。1919年（大正8年）には第3次『東京パック』の編集にたずさわっている。
1928年（昭和3年）7月1日、第4次『東京パック』を創刊（『東京パック』3度目の復刊）し､その編集責任者となった。
清水勲（漫画・風刺画研究家）によれば、下田は漫画を見る確かな眼を持っていた。彼は大衆娯楽に意を注ぎ、多くの新人漫画家を育て、特に当時台頭いちじるしいプロレタリア芸術に理解を示した。柳瀬正夢、松山文雄、須山計一、岡本唐貴、稲垣小五郎らに漫画を描かせ、東郷青児、古賀春江、宮本三郎、向井潤吉ら気鋭の青年画家たちに絵画発表の機会をあたえた。風俗世相画の下川凹天、小野佐世男も表紙の多色刷ページなどに「エログロナンセンス」風の作品を描き、にぎやかで活気ある誌面となった。
しかし、『東京パック』誌上での軍部、政治家への痛烈な皮肉に対しては官憲の弾圧が厳しくなり、1941年（昭和16年）には休刊を余儀なくされている。
1943年（昭和18年）9月12日、下田憲一郎はカニ中毒のため、夫人とともに死去した。